# 頴娃郡
- 令制国一覧 > 西海道 > 薩摩国 > 頴娃郡
- 日本 > 九州地方 > 鹿児島県 > 頴娃郡

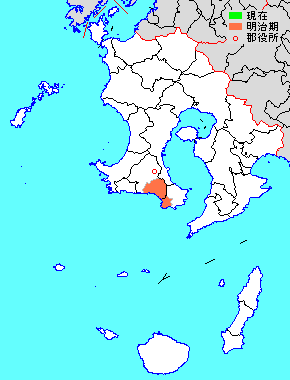
鹿児島県頴娃郡の位置

頴娃郡（えいぐん）は、鹿児島県（薩摩国）にあった郡。

## 郡域
1879年（明治12年）に行政区画として発足した当時の郡域は、下記の区域にあたる。
- 南九州市の一部（頴娃町各町）
- 指宿市の一部（開聞十町・開聞仙田・開聞川尻・山川大山・山川岡児ケ水）

## 歴史

### 古代
和名類聚抄には頴娃郡（えのこほり）と見える。

#### 式内社
『延喜式』神名帳に記される郡内の式内社。
| 神名帳           | 神名帳     | 神名帳 | 神名帳 | 比定社   | 比定社                 | 比定社     | 集成 |
| 社名             | 読み       | 格     | 付記   | 社名     | 所在地                 | 備考       | 集成 |
| ---------------- | ---------- | ------ | ------ | -------- | ---------------------- | ---------- | ---- |
| 穎娃郡 1座（小） |            |        |        |          |                        |            |      |
| 枚聞神社         | ヒラキキノ | 小     |        | 枚聞神社 | 鹿児島県指宿市開聞十町 | 薩摩国一宮 |      |
| 凡例を表示       |            |        |        |          |                        |            |      |

### 近世以降の沿革
- 宝永初期頃 - 宮十町および仙田村の一部（山崎、入野、物袋、脇浦及び開聞岳の裾回り）が合併して拾町村（現在の指宿市開聞十町）となる[1]。
- 延享元年（1744年） - 仙田村の一部（上野方限・尾下方限）が分立して利永村（のちの利永村、現在の山川利永及び開聞上野）となり[2]、池田村[3]と共に所属郡が揖宿郡に変更し、今和泉郷の一部となる。

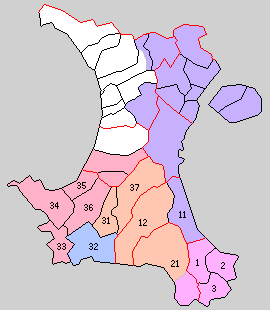
21.頴娃村（桃：指宿市 橙：南九州市 1 - 3は揖宿郡 11・12は給黎郡 31 - 37は川辺郡）

- 明治初年時点では全域が薩摩鹿児島藩領であった。「旧高旧領取調帳」に記載されている明治初年時点での村は以下の通り[4]。（8村）
  - 頴娃郷 - 拾町村、仙田村（現・指宿市）、郡村、別府村、御領村、牧之内村（現・南九州市）
  - 山川郷（一部） - 岡児ヶ水村、大山村（現・南九州市）
- 明治4年7月14日（1871年8月29日） - 廃藩置県により鹿児島県の管轄となる。
- 明治12年（1879年）2月17日 - 郡区町村編制法の鹿児島県での施行により、行政区画としての頴娃郡が発足。「知覧郡役所」が給黎郡郡村に設置され、同郡および川辺郡・揖宿郡とともに管轄。
- 明治14年（1881年） - 別府村の一部が分立して上別府村となる。（9村）
- 明治22年（1889年）4月1日 - 町村制の施行により頴娃村が発足。ただし、山川郷2村が揖宿郡山川村の一部となる。（1村）
- 明治30年（1897年）4月1日 - 郡制の施行のため、揖宿郡・頴娃郡および給黎郡の一部（喜入村）の区域をもって、改めて揖宿郡が発足[5]。同日頴娃郡廃止。